# Katastrophenflug 243
Katastrophenflug 243 ist ein US-amerikanischer Katastrophenfilm aus dem Jahr 1990. Der Fernsehfilm wurde von Dick Lowry inszeniert.

## Handlung
Der Film basiert auf wahren Ereignissen, die im Jahr 1988 stattgefunden haben. Eine Boeing 737-200 der Paradise Airlines wird von Flugkapitän Bob Schornstheimer und der ersten Pilotin der Linie, Madeline Tompkins, gesteuert. Der Flug verläuft zuerst normal.
Das Flugzeug verliert während des Fluges Teile des Rumpfes. Die Fluggäste befinden sich in einer offenen, ungeschützten Kabine. Der Flugkapitän unternimmt eine erfolgreiche Notlandung.

## Besetzung und Synchronisation
Die deutsche Synchronfassung entstand bei der Deutsche Synchron Film GmbH in Berlin unter der Dialogregie von Michael Richter.
| Person             | Schauspieler       | Deutscher Synchronsprecher |
| ------------------ | ------------------ | -------------------------- |
| Mimi Tompkins      | Connie Sellecca    | Evelyn Maron               |
| Bob Schornstheimer | Wayne Rogers       | Helmut Gauß                |
| Michelle Honda     | Ana Alicia         | Heike Schroetter           |
| C.B. Lansing       | Nancy Kwan         | Ulrike Möckel              |
| B.J. Cocker        | James Cromwell     | Eberhard Prüter            |
| Ed Meyer           | Jay Thomas         | Jürgen Heinrich            |
| Rick               | Armin Shimerman    | Klaus Jepsen               |
| Cindy Thomas       | Kathleen Bailey    | Marianne Lutz              |
| Kapali             | James Grant Benton | Alexander Herzog           |
| Doug Torbel        | Matt McCoy         | Udo Schenk                 |
| Sonny Tompkins     | Troy Evans         | Gerd Holtenau              |

## Kritiken
„Fürs Fernsehen entstandene Mischung aus Dokumentarbericht und Katastrophen-Unterhaltung; die Empfindungen der Protagonisten bleiben Oberflächenmaterial für eine Inszenierung, die die innere Dramatik vernachlässigt.“

## Auszeichnungen
Der Film gewann 1990 den Emmy Award für Spezialeffekte.

## Hintergrund
Der Film basiert auf einem wahren Ereignis, nämlich dem Unfall von Aloha-Airlines-Flug 243 am 28. April 1988 in Hawaii. Ein 6–7 Meter langes Stück des Rumpfes der Boeing 737-200 brach nach dem Start in einer Höhe von 24.000 ft (ca. 7.300 Meter) und riss vom Flugzeug ab. Eine Flugbegleiterin wurde durch die schlagartige Dekompression aus dem Flugzeug gesogen und starb; 65 Personen wurden verletzt. Den Piloten gelang es dennoch, auf dem Flughafen Kahului sicher zu landen. Als Ursache für das Unglück wurde Materialermüdung ermittelt.
Der Katastrophenfilm wurde in Honolulu gedreht. Der Film erwähnt nicht den echten Namen der Fluggesellschaft, der das Unglücksflugzeug gehörte. Stattdessen wird der Name „Paradise Airlines“ verwendet. Die Namen der Besatzung des Flugzeugs sind dagegen authentisch.